# Staurotheca amphorophora
Staurotheca amphorophora is een hydroïdpoliep uit de familie Sertulariidae. De poliep komt uit het geslacht Staurotheca. Staurotheca amphorophora werd in 1962 voor het eerst wetenschappelijk beschreven door Naumov & Stepanjants. 